# 시마지리군
시마지리군(일본어: 島尻郡, しまじりぐん)은 오키나와현의 군이다.  인구 106,270명, 면적 234.89km², 인구밀도 452명/km².(2025년 5월 1일, 추계인구)
이하 4정 8촌으로 구성된다
- 아구니촌(粟国村)
- 이제나촌(伊是名村) [명목상 구니가미군 지역의 행사나 대회에 참가할 때 포함시키는 경우가 많다.]

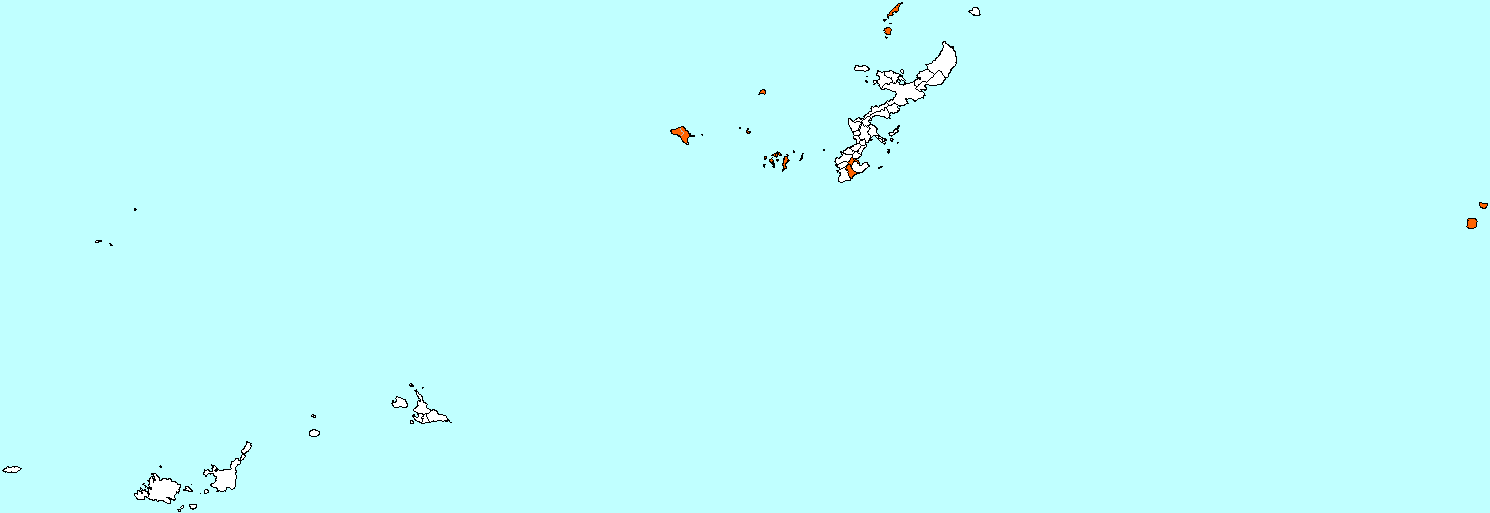
시마지리 군의 위치

- 이헤야촌(伊平屋村) [명목상 구니가미군 지역의 행사나 대회에 참가할 때 포함시키는 경우가 많다.]
- 기타다이토촌(北大東村)
- 자마미촌(座間味村)
- 도카시키촌(渡嘉敷村)
- 도나키촌(渡名喜村)
- 미나미다이토촌(南大東村)
- 요나바루정(与那原町)
- 하에바루정(南風原町)
- 구메지마정(久米島町)
- 야에세정(八重瀬町)

## 역사
- 2002년 4월 1일
  - 도미구스쿠촌이 시로 승격해 도미구스쿠시가 되어 군에서 이탈하였다.
  - 나카자토촌 · 구시카와촌이 합병해 구메지마정이 성립하였다.
- 2006년 1월 1일
  - 고친다정·구시카미촌이 합병해 야에세정이 성립하였다.
  - 다마구스쿠촌 · 지넨촌 · 사시키정 · 오자토촌이 합병해 난조시가 성립, 군에서 이탈하였다.